# 迪特马尔·默根堡
迪特马尔·默根堡（德語：Dietmar Mögenburg，1961年8月15日—），生于勒沃库森，前西德跳高运动员，曾获得1984年洛杉矶夏季奥运会和1982年雅典欧洲田径锦标赛跳高金牌。

## 生平
1980年5月26日，默根堡跳出2.35米的成绩，平了由波兰亚采克·弗绍瓦创下的室外跳高世界纪录。同时还创造了新的世界室外青年纪录。1985年2月24日在德国科隆，他创造室内跳高的新世界纪录——2.39米。